# مارك ميرو
مارك ميرو (بالإنجليزية: Marc Mero) (ولد في 9 يوليو 1963) ملاكم هاوي متقاعد مصارع أمريكي محترف، اشتهر بظهوره مع الاتحاد العالمي للمصارعة (WWF) تحت اسمه الحقيقي، وظهوره مع بطولة العالم للمصارعة (WCW) واتحاد تي ان ايه (TNA) تحت اسم عصابة جوني ب. باد بعد تقاعده يساهم مارك ميرو في كثير من وقته بمنظمة غير الربحية Champion of Choices التي أسسها في عام 2007 .

## روابط خارجية
- مارك ميرو على موقع WrestlingData.com (الإنجليزية)
- مارك ميرو على موقع CageMatch worker (الإنجليزية)
- مارك ميرو على موقع قاعدة بيانات المصارعة على الإنترنت (الإنجليزية)
- مارك ميرو على موقع عالم المصارعة على الإنترنت (الإنجليزية)
- MarcMeroعلى تويتر.
- قالب:Professional wrestling profiles
- MMBodyslam.com
- ChampionOfChoices.org
- مارك ميرو على موقع IMDb (الإنجليزية)
- مارك ميرو على موقع قاعدة بيانات الفيلم (الإنجليزية)